# Rübehorst (Gnarrenburg)
Rübehorst (niederdeutsch Rööfhorst) ist ein Ortsteil der Gemeinde Gnarrenburg im Landkreis Rotenburg (Wümme) in Niedersachsen.

## Geographische Lage
Rübehorst liegt östlich der Bundesstraße 74 und einen Kilometer südlich von Brillit.

## Geschichte

### Eingemeindungen
1929 wurde die vorher eigenständige Gemeinde Rübehorst in die Gemeinde Brillit eingemeindet, die am 8. April 1974 im Zuge der Gebietsreform nach Gnarrenburg eingegliedert wurde.

### Einwohnerzahlen
Für das Jahr 1848 wird angegeben, dass Rübehorst über vier Wohngebäude mit 27 Einwohnern verfüge. Am 1. Dezember 1910 hatte der Ort 46 Einwohner.